# Elisabetta Caminer Turra
Elisabetta Caminer Turra (Venecia, 29 de julio de 1751 - Orgiano, 7 de junio de 1796) fue una escritora italiana conocida por su gran intelecto y por ser la fundadora, editora y escritora de la revista enciclopédica (“Encyclopedic Journal”).

## Biografía
Nació en Venecia el 29 de julio de 1751 y murió en Orgiano el 7 de junio de 1796, hija de Anna Maldini y Domenico Caminer.
Proveniente de una familia burguesa e intelectual, donde recibió una amplia educación brindada por tutores personales y por su misma familia, ya que su hermano Antonio Turra fue un naturalista, médico y científico importante, su cuñada Gioseffa Cornoldi Caminer publicó la primera revista femenina La gallante e erudita en el año de 1786, y su padre Domenico se dedicó al periodismo y fue por medio de sus enseñanzas que Elisabetta se introdujo en el mundo literario. 
Decidió dedicar su vida al estudio, gracias a su padre tuvo fácil acceso al ámbito académico y periodístico. Elisabetta se comienza a involucrar y a realizar traducciones de obras literarias gracias a su facilidad de comprender el francés. En una edad temprana comienza a estudiar el inglés para secundar a su padre en el ámbito del periodismo y comenzaron a trabajar juntos en la creación de revistas dedicadas a publicar contenido intelectual.  Trabajó en colaboración de muchos filósofos para realizar traducciones de comedias, publicaciones de revistas e imprentas. Aproximadamente en 1772 se casa con Antonio Turra, quien se desenvolvió en áreas científicas y reconocido por sus aportaciones botánicas. Ambos colaboraron en la realización de las gacetas y pertenecieron al gremio de intelectuales italianos de su época. 
En 1795 Elisabetta se enferma de cáncer de seno y tras una mala operación muere al año siguiente a causa de la enfermedad.

## Su trabajo
Para el año 1774 publicó la primera edición de su revista enciclopédica, la cual fue de importancia por publicar temas nuevos y modernos, como incitar las mentes al conocimiento, introduciendo un pensamiento modernista, lo que causó controversia en la sociedad de esa época y más aún en las mentes conservadoras. En 1777 la sede del periódico se traslada a Vicenza donde Elisabetta toma la dirección general y publica opiniones de obras, y de contenidos científicos, geometría, teología, anatomía y de semántica, así como traducciones de dramas y comedias. Publicó la primera traducción al italiano de Ossián por Cesarotti, de gran importancia pues lo difundió por toda Italia y finalmente se convirtió en un poeta de renombre.

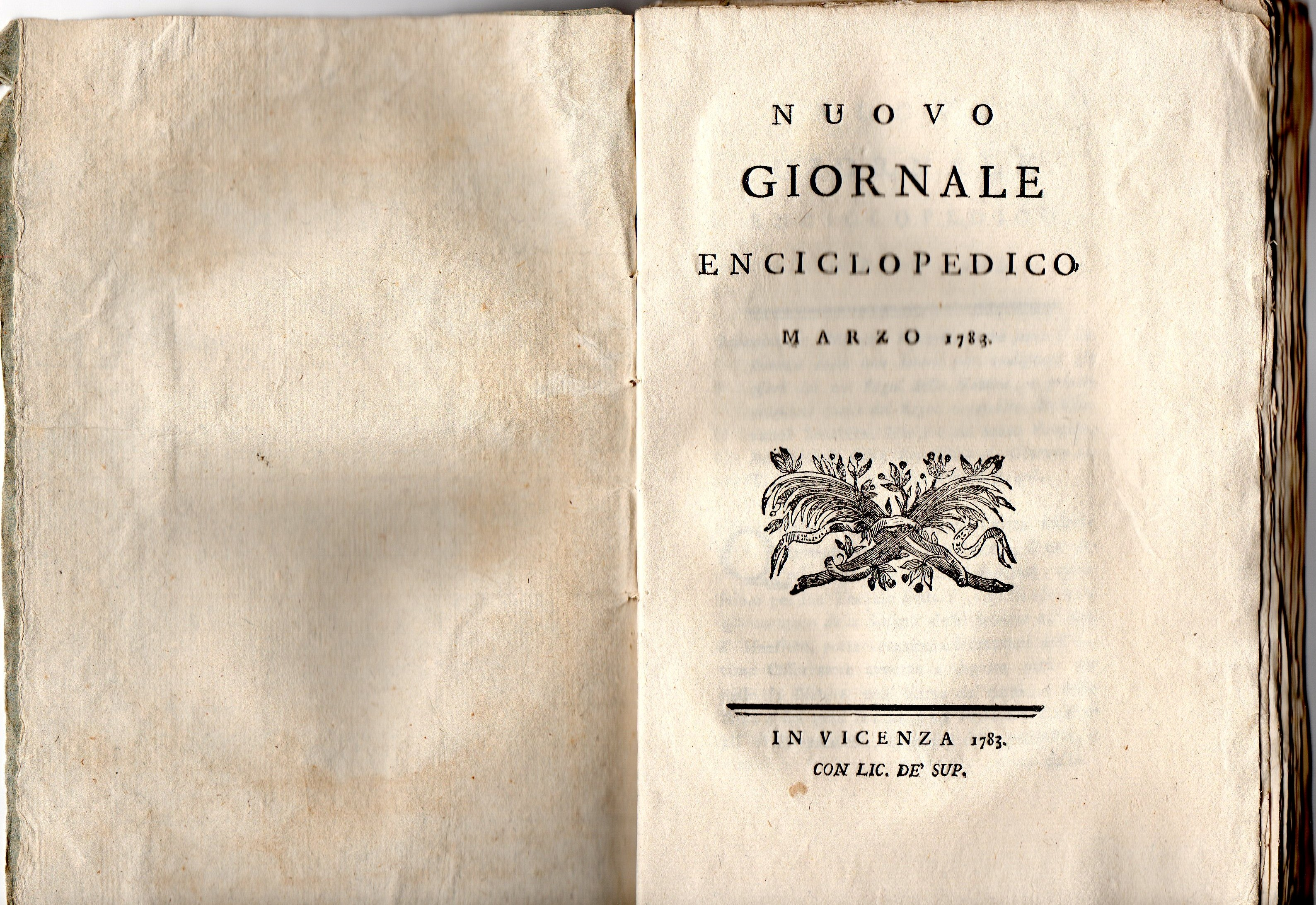
Nuovo Giornale Enciclopedico, 1783

Al incitar pensamientos modernos, se le pidió a la gaceta mantener un carácter menos prudente ni intelectual, lo cual limitó el trabajo de Elisabetta ya que su interés no era nada menos que intelectual y se le pidió que dejara la dirección de edición, para brindársela al escritor Alberto Fortis en 1782, lo que provocó que dicha imprenta se disolviera, para crear una nueva versión: "Nuovo Giornale Enciclopedico" (Nueva Revista Enciclopédica) dedicado a publicar noticias con una postura más generalizada y sutil.  
Para 1779 crea su propia imprenta y continuó en el mundo de las publicaciones, pero de una manera menos activa, ya que desarrolló nuevos intereses como la docencia, dándole la inspiración para fundar su escuela de teatro en su casa en Vicenza, Italia.
Elisabetta invirtió toda su dedicación a su trabajo, dando como resultado publicaciones de calidad, sin embargo, la misoginia se manifestó acusando y minorizando la palabra de una mujer partícipe del mundo intelectual, no se concebía la idea de que una mujer tuviera tanto poder en su palabra y fuera tan inteligente, aun así, eso no fue limitación para su desenvolvimiento digno de ser reconocido. 
Se le recuerda por ser seductora con un gran ingenio y capacidad de desenvolverse en ámbitos académicos
La vida de Elisabetta contribuye a la historia como un ejemplo que se contradecía con los cánones sociales establecidos en su época, ya que ella escribió, trabajó, publicó y al mismo tiempo llevó su vida, se casó, tuvo una familia, sin renunciar a su pasión por el estudio.